# Keratolitik
Keratolítik je zdravilo ali učinkovina, ki odstranjuje poroženele plasti kože. Keratolitiki se uporabljajo za odstranjevanje bradavic, otiščancev, luskastih kožnih sprememb pri luskavici in drugih lezij na pokožnici, nastalih zaradi prekomerne poroženitve. Keratolitik stanjša kožo na apliciranem predelu, saj povzroči zmehčanje in odluščenje zunanjih plasti kože.
Primeri keratolitičnih učinkovin so:
- mlečna kislina
- propilenglikol
- salicilna kislina
- sečnina